# Ban Na (huyện)
Ban Na (tiếng Thái: บ้านนา) là một huyện (amphoe) ở phía tây của tỉnh Nakhon Nayok, miền trung Thái Lan.

## Lịch sử
Trong thời kỳ Ayutthaya, dân ở làng Pa Kha là những người săn voi để huấn luyện sử dụng làm voi chiến đấu.
Huyện Ban Na được thành lập năm 1903, lúc đó tên là huyện Tha Chang. Năm 1965, chính quyền đã dời trụ sở huyện đến đường Suwannason.
Khi tỉnh Nakhon Nayok bị hạ cấp, chính quyền đã hợp nhất huyện Ban Na vào tỉnh Saraburi. Huyện này đã thuộc Nakhon Nayok vào ngày 9 tháng 5 năm 1946 khi tỉnh được tái lập.

## Địa lý
Các huyện giáp ranh (từ phía đông theo chiều kim đồng hồ) là Mueang Nakhon Nayok và Ongkharak của Nakhon Nayok Province, Nong Suea của tỉnh Pathum Thani, Wihan Daeng và Kaeng Khoi của tỉnh Saraburi.
Nguồn nước quan trọng ở huyện là Khlong Ban Na.

## Hành chính
Huyện này được chia thành 10 phó huyện (tambon), các đơn vị này lại được chia ra thành 117 làng (muban). Ban Na là một đô thị phó huyện (thesaban tambon) nằm trên một phần của tambon Ban Na và Phikun Ok. Có 10 Tổ chức hành chính tambon.
| STT | Tên        | Thai    | Số làng | Dân số |
| --- | ---------- | ------- | ------- | ------ |
| 1.  | Ban Na     | บ้านนา   | 12      | 8.364  |
| 2.  | Ban Phrao  | บ้านพร้าว | 12      | 5.056  |
| 3.  | Ban Phrik  | บ้านพริก  | 12      | 10.496 |
| 4.  | Asa        | อาษา    | 8       | 2.368  |
| 5.  | Thonglang  | ทองหลาง | 8       | 5.185  |
| 6.  | Bang O     | บางอ้อ   | 14      | 4.258  |
| 7.  | Phikun Ok  | พิกุลออก  | 12      | 5.618  |
| 8.  | Pa Kha     | ป่าขะ    | 13      | 8.466  |
| 9.  | Khao Phoem | เขาเพิ่ม  | 16      | 8.126  |
| 10. | Si Ka-ang  | ศรีกะอาง | 10      | 9.331  |